# Kaki Ae jezik
Kaki Ae jezik (lorabada, lou, raepa tati, tate, tati; ISO 639-3: tbd), transnovogvinejski jezik elemanske skupine kojim govori oko 510 (2000 census) ljudi od 1 275 etničkih pripadnika plemena Kaki Arua'u u provinciji Gulf u Papui Novoj Gvineji.
Govornici se služe i toaripijem [tqo]. Pismo: latinica.

## Vanjske poveznice
- Ethnologue (14th)
- Ethnologue (15th)